# Stranded (sencillo)
«Stranded» es el primer sencillo del sexto álbum de Gojira, Magma. Fue lanzado el 22 de abril de 2016.
Sencillo descargable enviado por correo electrónico al realizar el pedido anticipado del álbum 'Magma'.

### Recepción de la crítica
Los franceses regresan... los mejores proveedores de death metal progresivo puro, primario, aplastante y súper pesado... la única banda en el planeta cuyos riffs son lo suficientemente pesados como para hacer caer el Sol... y se han metamorfoseado en una bestia diferente... ligeramente.
Sigue siendo monolíticamente pesado y contiene los ingredientes que esperarías de un maratón de pisotones de la banda, pero hay una suavización en su sonido, una mayor accesibilidad y adherencia a la estructura semimelódica que seguramente ha sido diseñada para ampliar su audiencia.
Y eso no es nada malo.
Las voces más limpias fueron pasadas minuciosamente (incluso el gruñido instantáneamente reconocible de Joe Duplantier es menos death metal en el resultado) y el peso que siempre 
rompía columnas ha sido aclarado lo suficiente como para abrazar un coro pegajoso y una progresión de riffs.
Esta banda única, que sigue siendo reconocible en esencia como Gojira, está lista para entrar en una nueva dimensión, todavía encerrada en ritmos galácticos, pero que abraza un universo más amplio de sonido y receptividad. "Stranded" es una indicación de hacia dónde nos llevará el álbum  Magma, entonces nos espera algo realmente bueno.

## Lista de canciones
| N.º | Título     | Duración |  |
| 1.  | «Stranded» | 4:30     |  |

## Personal
- Joe Duplantier – voz, guitarra
- Christian Andreu – guitarra
- Jean-Michel Labadie – bajo
- Mario Duplantier – batería